# Dipoena mertoni
Dipoena mertoni là một loài nhện trong họ Theridiidae.
Loài này thuộc chi Dipoena. Dipoena mertoni được Herbert Walter Levi miêu tả năm 1963.